# KRB I
Die Dampflokomotivreihe KRB I war eine Schnellzug-Schlepptenderlokomotivreihe der k.k. priv. Kronprinz Rudolf-Bahn (KRB).

## Geschichte
Die von der KRB beschafften Schnellzuglokomotiven der Bauart 1B wurden von der Mödlinger Lokomotivfabrik und von Krauss in München geliefert.
Sie wurden als KRB I eingeordnet und bekamen die Bahnnummern 31–47 und 49–55.
Bei der KRB hatten die Personenzugslokomotiven ungerade, die Güterzugs- und Tenderlokomotiven gerade Nummern.
Außerdem hatten die 49–55 die Namen EISENERZ, ASSLING, VELDES und RADMER; die 31–47 hießen LAIBACH, TARVIS, KRAINBURG, PODNART, RATSCHACH, HIEFLAU, ADMONT, LIETZEN und REIFLING.
Nach der Verstaatlichung 1884 kamen sie zu den k.k. österreichischen Staatsbahnen (kkStB); die 31–47 wurden zunächst kkStB 10.01–09, dann 1891 kkStB 22.11–19 und schließlich 1904 122.11–19.
Die 49–55 wurden zunächst 22.01–04 und schließlich 122.01–04.
Nach 1896 wurden sie einer Neubekesselung unterzogen.
Die Tabelle gibt die Daten des neuen Kessels wieder.
1917 scheinen noch zwei Exemplare im Stand der kkStB auf, nach dem Ersten Weltkrieg kam die 122.01 noch zur BBÖ, die sie 1924 ausmusterte.